# 军区
军区是指一国境內依據駐軍（通常是陸軍）据点所分成的不同区域，各軍區也負責該區域的防務。軍區通常不是負責細微指揮調度，而比較著重於軍事行政事務。在徵兵制國家中軍區通常也會參與徵召的事務。军事地区划分通常与国家的行政区划一致，一般以领导机关所在地或序数命名。

## 中华人民共和国
中华人民共和国境內中国人民解放军曾分爲七个大军区，大军区之下是省级军区。每一大军区均由司令员统领，受中央军事委员会直接领导。中国人民解放军的军区具有戰區性质。2016年1月，七大軍區編制正式撤銷；2月1日，改組成立五大戰區。
现在中国的军区即是省级军区，一般只管辖一省的范围，是为省级六大班子之一。各省軍區原本分屬七大軍區，主要服務陸軍，主官也幾乎清一色由陸軍將領擔任。按照軍改方略，軍事資源向一線作戰部隊傾斜。自2015年底以來之軍改中，七大軍區被撤銷，省軍區劃歸新組建之中央軍委國防動員部，職能改為統一保障服務各軍兵種。按照定位，省軍區職能概括為「五部」，即應急應戰之指揮部、地方黨委之軍事部、後備力量之建設部、同級政府之兵役部、軍民融合之協調部。軍改一大原則是，根據不同戰略方向安全需求和作戰任務，改革部隊部署和力量編成，也與省軍區選配將領有關。鎮守西南邊陲之西藏軍區由正軍級晉升為副戰區級；而軍委機關部門、軍事院校等單位，或降低規格或壓減規模。如廣東、廣西、海南地處南海前線，故大批海軍將領坐鎮相關省軍區。河南、陝西等省地處中部戰區，屬於連結四方之交通樞紐和戰略腹地，承擔為其他四大戰區運輸調度、後備支援任務，因此連續選調空軍、聯勤部隊將領執掌。福建地處台海一線，兩任省軍區司令員來自海軍、火箭軍，都是着眼於重點保障相關軍種作戰訓練，側重意圖明顯。
省军区主官一般由少將担任

### 中國人民解放軍軍分區、警備區
軍分區是在省軍區範圍內劃分的軍事區域所設立的軍隊一級組織。在土地革命時期，1932年中央革命根據地開始設立軍分區。抗日戰爭時期，為適應敵後游擊戰爭的需要，許多抗日根據地實行主力軍地方化，曾由旅或團兼當地的軍分區。解放戰爭時期，統一實行按行政地區設立軍分區，並以領導機關駐地命名。中華人民共和國成立後，全國各省（自治區），除台灣外，在各地區（省轄市、自治州、盟）設立了軍分區，特殊城市叫警備區。
中國人民解放軍的軍分區屬省軍區建制，同時是中國共產黨地區（省轄市、自治州、盟）委員會的軍事工作部門和地區行政公署(省轄市、州、盟政府）的兵役工作機構，受省軍區和當地同級黨委、行政公署（省轄市、州、盟政府）的雙重領導。軍分區領導縣（區）人民武裝部，有的還轄有一定數量的部隊、分隊。負責所在地區（省轄市、自治州、盟）的軍事工作，主要是民兵、兵役、動員工作，有的還擔任邊、海防守備任務。主官一般為大校

## 中華民國
軍區在中國抗日戰爭中是國民革命軍最大的軍事單位，在抗日戰爭中，由蔣中正所主持的國民政府軍事委員會組建並多次改組抗日戰爭戰區。

## 美國
美國過去也曾建立過軍區編制，現在則是依據不同功能性與地域性建立一體化作戰司令部負責。可分為六個以全世界範圍的軍區部署。